# Dance, dance, dance (Neil Young)
Dance, dance, dance is een nummer dat werd geschreven door Neil Young. Het werd voor het eerst uitgebracht op het debuutalbum van Crazy Horse, een band die vooral bekend is geworden als begeleidingsband van Young. Hij schreef het al enkele jaren eerder. Neil Young bracht het nummer zelf later nog op verschillende albums uit, zoals de live-opname in Toronto op Live at Massey Hall 1971 (2007) en een versie op The archives vol. 1 1963-1972 (2009).
In 1974, Young had het nummer toen nog niet onder zijn eigen naam uitgebracht, gebruikte hij de melodie van het lied met een nieuwe tekst voor Love is a rose. Dat lied werd toen nog niet uitgebracht, maar pas drie jaar later op het verzamelalbum Decade. Tussendoor bracht Linda Ronstadt het nummer uit op een single die op nummer 5 van de Billboard Hot 100 piekte.
Enkele voorbeelden van artiesten die het lied in de loop van de jaren coverden zijn The Cats (1971), The New Seekers (1972, nummer 84 in de Billboard Hot 100) en Dave Edmunds (1972). De Argentijnse single van The Cats (Baila baila, 1972) is in feite gewoon de Engelstalige versie. De Italiaanse zanger Roberto Vecchioni bracht in 1977 Samarcanda uit, waarin veel elementen uit Dance, dance, dance voorkomen.
Het lied begint met de zin: "Ik had nooit gedacht dat liefde een regenboog om zich heen heeft." Dit veranderde toen de zanger zijn nieuwe liefde leerde kennen. Young begeleidde het nummer met gitaar. De vrolijke boodschap in het nummer wordt in sommige covers onderstreept met een accordeon, waarmee het een polka-achtige melodie heeft.